# 大阪仕業検査車両所
大阪仕業検査車両所（おおさかしぎょうけんさしゃりょうしょ）は、大阪府摂津市安威川南町にある、東海旅客鉄道（JR東海）関西支社に属する車両基地。東海道・山陽新幹線、九州新幹線で使用される新幹線用車両の仕業検査、申告作業を主に行う。東海道新幹線の京都駅 - 新大阪駅間に位置する。近接する大阪交番検査車両所・大阪修繕車両所・大阪台車検査車両所とあわせて鳥飼車両基地と総称される。

## 歴史
- 1964年（昭和39年）10月1日：東海道新幹線支社大阪運転所として発足する。
- 1970年（昭和45年）8月15日：新幹線総局大阪運転所となる。
- 1975年（昭和50年）1月20日：乗務員部門を大阪第二運転所として分離し、大阪第一運転所に名称変更する[1]。
- 1987年（昭和62年）4月1日：国鉄分割民営化に伴い、東海旅客鉄道（JR東海）新幹線鉄道事業本部大阪第一運転所となる。
- 1988年（昭和63年）4月1日：大阪第一車両所に改称。同時に大阪第一運転所の交番検査部門が大阪第二車両所、台車検査部門が大阪第三車両所として分割される。
- 2009年（平成21年）7月1日：基地内の車両所再編等に伴い、大阪第一車両所が大阪仕業検査車両所と大阪修繕車両所に分離・名称変更される。

## 所属車両
所属車両はない。

## 検査担当形式と所属区所
- 500系 - 博多総合車両所（V編成）
- 700系 - 博多総合車両所（E・B編成）
- N700系 - 東京交番検査車両所（X･G編成）・大阪交番検査車両所（X･G編成）・博多総合車両所（F・K・S編成）・熊本総合車両所（R編成）

## 設備
- 検修庫
- 電留線（着発線・西電留線・引上線・組替線・復元線・東電留線）台交線
- 臨修庫
- 研削線
- 列車扱所・検修当直
- 作業庫